# Miletus takanamii
Miletus takanamii är en fjärilsart som beskrevs av John Nevill Eliot. Miletus takanamii ingår i släktet Miletus och familjen juvelvingar. Inga underarter finns listade i Catalogue of Life.